# Campionati mondiali di canoa/kayak slalom 2005
I XXIX Campionati mondiali di canoa/kayak di slalom si sono svolti a Penrith (Australia).

## Podi

### Uomini
| Evento        | Oro                                                     | Perform. | Argento                                                      | Perform. | Bronzo                                            | Perform. |
| Canoa         |                                                         |          |                                                              |          |                                                   |          |
| C-1           | Australia Robin Bell                                    |          | Francia Tony Estanguet                                       |          | Slovacchia Michal Martikán                        |          |
| C-1 a squadre | Francia Olivier Lalliet Pierre Labarelle Tony Estanguet |          | Germania Nico Bettge Stefan Pfannmöller Jan Benzien          |          | Rep. Ceca Tomás Indruch Jan Masek Stanislav Jezek |          |
| C-2           | Germania Christian Bahmann Michael Senft                |          | Slovacchia Milan Kuban Marian Olejnik                        |          | Germania Markus Becker Stefan Henze               |          |
| C-2 a squadre | Germania                                                |          | Rep. Ceca                                                    |          | Francia                                           |          |
| Kayak         |                                                         |          |                                                              |          |                                                   |          |
| K-1           | Germania Fabien Dörfer                                  |          | Francia Fabien Lefèvre                                       |          | Slovacchia Peter Cibák                            |          |
| K-1 a squadre | Francia Fabien Lefèvre Julien Billaut Benoît Peschier   |          | Italia Daniele Molmenti Pierpaolo Ferrazzi Matteo Pontarollo |          | Slovenia Andrej Nolimal Dejan Kralj Peter Kauzer  |          |

### Donne
| Evento        | Oro                                                            | Perform. | Argento                                                  | Perform. | Bronzo                                                       | Perform. |
| Kayak         |                                                                |          |                                                          |          |                                                              |          |
| K-1           | Slovacchia Elena Kaliská                                       |          | Germania Mandy Planert                                   |          | Francia Peggy Dickens                                        |          |
| K-1 a squadre | Rep. Ceca Irena Pavelková Marcela Sadilová Stepánka Hilgertová |          | Regno Unito Heather Corrie Kimberly Walsh Laura Blakeman |          | Austria Julia Schmid Corinna Kuhnle Violetta Oblinger-Peters |          |

## Medagliere
| Posizione | Paese       | Oro | Argento | Bronzo | Totale |
| --------- | ----------- | --- | ------- | ------ | ------ |
| 1         | Germania    | 3   | 2       | 1      | 6      |
| 2         | Francia     | 2   | 2       | 2      | 6      |
| 3         | Slovacchia  | 1   | 1       | 2      | 4      |
| 4         | Rep. Ceca   | 1   | 1       | 1      | 3      |
| 5         | Australia   | 1   | 0       | 0      | 1      |
| 6         | Italia      | 0   | 1       | 0      | 1      |
| 6         | Regno Unito | 0   | 1       | 0      | 1      |
| 8         | Austria     | 0   | 0       | 1      | 1      |
| 8         | Slovenia    | 0   | 0       | 1      | 1      |
| Totale    | Totale      | 8   | 8       | 8      | 24     |